# Yngve Holm
Pour les articles homonymes, voir Holm.
Yngve Robert Holm est un skipper suédois né le 12 septembre 1895 à Västervik et mort le 16 février 1943 à Stockholm.

## Biographie
Yngve Holm participe à bord du Sif à la course de classe 40 m² aux Jeux olympiques d'été de 1920, avec notamment son frère Tore Holm, et remporte la médaille d'or.